# Anna Ottmann
Anna Ottmann (* 1954 in Augsburg) ist eine deutsche Schauspielerin und Künstlerin im Bereich Malerei, Zeichnung und Objektkunst.

## Biografie
Von 1973 bis 1975 studierte Ottmann Germanistik in München und absolvierte im Anschluss daran von 1975 bis 1981 ein Studium der Malerei und Graphik an der Akademie der bildenden Künste in München und schloss dieses mit dem Kunstpädagogikexamen ab. Daran anschließend nahm sie bis 1983 eine Schauspielausbildung in München und Berlin auf, die unter anderem ein Method Acting bei Susan Batson, beinhaltete. In den Jahren 1988/89 erweiterte sie die Method Acting-Methode bei Hans Dieter Trayer in München.
Ab 1983 trat Ottmann in verschiedenen Stücken am Theater auf, so beispielsweise in Joe Ortons Schauspiel Seid nett zu Mr. Sloane als Kathrin. Die Neue Osnabrücker Zeitung lobte: „Anna Ottmann spielt wunderbar überzeugend eine einsame Frau mittleren Alters, die über alle Register der Hysterie verfügt.“ Auch die Münstersche Zeitung und die Westfälischen Nachrichten waren voll des Lobes für Ottmanns Leistung. Über ihren Auftritt als Erna in Die Präsidentinnen von Werner Schwab schrieb die Münstersche Zeitung: „Dieses prüde Mütterchen wird von Anna Ottmann mit einer nahezu dokumentarischen Perfektion gespielt.“ Ottmanns Darstellung der Titelrolle in Euripides’ Medea würdigte Klaus Schmidt im Allgäuer Anzeigenblatt mit den Worten: „Anna Ottmann zeichnet ein in seiner Vielschichtigkeit faszinierendes Portrait der Figur. Sie beherrscht die Kunst der leisen, glaubwürdigen Töne und vermag aus dem fast zweieinhalbtausend Jahre alten Geschöpf eine Gestalt der Gegenwart zu machen.“ Bei Radio NWO Kaufbeuren stellte Erwin Kleinwechter die Frage: „Aber was wäre das Stück ohne Anna Ottmann gewesen?! – Sie spielt …pardon… sie ist die Jelena Sergejewna“ zur Leistung der Schauspielerin in Ljudmilla Rasumowskajas Stück Liebe Jelena Sergejewna.
2005 und 2008 wirkte Ottmann an den Audioproduktionen der Augsburger Puppenkiste Don Giovanni und der steinerne Gast sowie Hänsel und Gretel mit. Ihren Auftritt als Bäckerin in dem Frankenkrimi Freiwild. Ein Würzburg-Krimi (2008) kommentierte die Tageszeitung München: „Die Bäckersfrau ist super.“ 2011 trat Ottmann in der Folge Erbschaft mit Folgen der Krimiserie Die Rosenheim-Cops auf, in der sie die Haushälterin Magdalena Haffner spielte, die an ihrer Arbeitsstelle mit einer Leiche konfrontiert wird. Im selben jahr spielte Ottmann in der Fernsehkomödie Kann denn Liebe Sünde sein? eine Nonne und in einer Folge von Hubert ohne Staller (2012) mit dem Titel Finger im Brot eine Krankenschwester. In Dennis Todorovićs Tragikomödie Schwester Weiß (2015) war Ottmann neben Željka Preksavec und Lisa Martinek als ungleiche Schwestern sowie Beatrice Richter als Schwiegermutter Dolores Hagedorn als Ordensschwester Judith besetzt. 
Seit 2010 ist Ottmann im Coachingteam Frank Betzelt und Kai Ivo Baulitz in Berlin tätig. Zudem arbeitet sie seit 2005 als freiberufliche Künstlerin im Bereich Malerei, Zeichnung und Objektkunst und ist in diesen Fächern auch als Dozentin tätig.

## Filmografie (Auswahl)
- 2004: Mit Herz und Handschellen
- 2008: Freiwild. Ein Würzburg-Krimi (Fernsehfilm)
- 2008: Eschede Zug 884
- 2009: Zwei Zimmer, Balkon (Kurzfilm)
- 2011: Die Rosenheim-Cops (Fernsehserie, Folge Erbschaft mit Folgen)
- 2011: Kann denn Liebe Sünde sein? (Fernsehfilm)
- 2012: Plötzlich 70! (Fernsehfilm)
- 2012: Hubert ohne Staller (Fernsehserie Folge Finger im Brot)
- 2013: Frühlingskinder
- 2015: Schwester Weiß
- 2017: Bierleichen. Ein Paschakrimi

## Theaterrollen
- 1983: Seid nett zu Mr. Sloane von Joe Orton
- 1983–1984: Mephisto, Regie Rolf P. Parchwitz
- 1984–1986: Der kaukasische Kreidekreis von Bertolt Brecht, Regie Volker Jeck
- 1986–1988: Mutter Courage und ihre Kinder von Bertolt Brecht, Regie Lothar Maninger
- 1989–1997: Medea von Euripides, Regie N. Hilchenbach
Ein Sommernachtstraum von William Shakespeare, Regie H. Capovilla
Bremer Freiheit von Rainer Werner Fassbinder, Regie F. Ribell
Maria Stuart von Friedrich Schiller, Regie M. Adam
- 1997–2005: Der Menschenfeind von Molière, Regie U. Hergenröder
Die Möwe von Anton Tschechow, Regie Axel Siefer
 Der zerbrochne Krug von Heinrich von Kleist, Regie N. Hilchenbach
Der Präsident von Thomas Bernhard, Regie S. Rogge
- 2005: Tango von Sławomir Mrożek, Regie Ragnar Kirck

## Auszeichnungen
- 1994: Ensemblepreis der Bayerischen Theatertage
- 1995: Ensemblepreis der Bayerischen Theatertage
- 2010: Studio Hamburg Nachwuchspreis für den Diplomfilm der HFF München Zwei Zimmer, Balkon